# Lek Lek
Lek Lek is een bestuurslaag in het regentschap Aceh Barat van de provincie Atjeh, Indonesië. Lek Lek telt 390 inwoners (volkstelling 2010).